# Poeten og Lillemor og Lotte
Poeten og Lillemor og Lotte är en dansk komedifilm från 1960 i regi av Erik Balling.
Filmen bygger på Jørgen Mogensens tecknade serie Poeten och Lillemor.

## Rollista i urval
- Henning Moritzen - Poeten
- Helle Virkner - Lillemor
- Charlotte Thomsen - Lotte
- Ove Sprogøe - Anton
- Lis Løwert - Vera
- Dirch Passer - bagaren
- Judy Gringer - Lise
- Bodil Udsen - barnmorskan
- Karl Stegger - slaktaren
- Arne Weel - redaktören
- Bjørn Watt Boolsen - fotografen
- Preben Kaas - journalisten